# Saint-Sauveur-de-Meilhan
Saint-Sauveur-de-Meilhan è un comune francese di 321 abitanti situato nel dipartimento del Lot e Garonna nella regione della Nuova Aquitania.

## Società

### Evoluzione demografica
Abitanti censiti